# Pseudarchaster gracilis
Pseudarchaster gracilis is een kamster uit de familie Pseudarchasteridae.
De wetenschappelijke naam van de soort werd in 1889 gepubliceerd door Percy Sladen.